# Ogasawara Tadazane
Ogasawara Tadazane est un nom japonais traditionnel ; le nom de famille (ou le nom d'école), Ogasawara, précède donc le prénom (ou le nom d'artiste).
Ogasawara Tadazane (小笠原 忠真, 26 mars 1596 - 3 octobre 1667) est un samouraï et daimyō du début de l'époque d'Edo.

## Biographie
Tadazane est le fils d'Ogasawara Hidemasa (1569-1615).  
Après la mort de son père et son frère aîné dans la campagne d'été d'Osaka, ses avoirs sont transférés du domaine d'Akashi (100 000 koku) dans la province de Harima au domaine de Kokura (150 000 koku) dans la province de Buzen.
Renommé comme le daimyo qui a employé Iori, le fils adopté de Miyamoto Musashi, Tadazane prend part à la campagne du shogunat pour réprimer la rébellion de Shimabara où les forces Kokura aident à l'exécution des survivants de la force rebelle, principalement des chrétiens.
Tadataka, le fils de Tadazane, lui succède. Parmi ses autres enfants figurent Nagayasu, Naganobu, Sanekata, et trois filles (dont l'une adoptée du clan Hachisuka du Tokushima-han).

## Source de la traduction
- (en) Cet article est partiellement ou en totalité issu de l’article de Wikipédia en anglais intitulé « Ogasawara Tadazane » (voir la liste des auteurs).